# أوتارو (هوكايدو)
مدينة أوتارو (بالإنجليزية: Otaru) هي أحد المدن التابعة لمحافظة هوكايدو. تأسست رسميًا في 01/08/1922. ويقدر عدد سكانها بـ 130255 نسمة حسب تقدير مكتب الإحصاء الياباني لعام 2012. تبلغ مساحة أوتارو 243.3 كم2. بكثافة سكانية تبلغ 535 نسمة/كم2.

## المناخ
يظهر الجدول التالي التغييرات المناخية على مدار السنة لأوتارو:
| البيانات المناخية لـأوتارو          | البيانات المناخية لـأوتارو | البيانات المناخية لـأوتارو | البيانات المناخية لـأوتارو | البيانات المناخية لـأوتارو | البيانات المناخية لـأوتارو | البيانات المناخية لـأوتارو | البيانات المناخية لـأوتارو | البيانات المناخية لـأوتارو | البيانات المناخية لـأوتارو | البيانات المناخية لـأوتارو | البيانات المناخية لـأوتارو | البيانات المناخية لـأوتارو | البيانات المناخية لـأوتارو |
| الشهر                               | يناير                      | فبراير                     | مارس                       | أبريل                      | مايو                       | يونيو                      | يوليو                      | أغسطس                      | سبتمبر                     | أكتوبر                     | نوفمبر                     | ديسمبر                     | المعدل السنوي              |
| ----------------------------------- | -------------------------- | -------------------------- | -------------------------- | -------------------------- | -------------------------- | -------------------------- | -------------------------- | -------------------------- | -------------------------- | -------------------------- | -------------------------- | -------------------------- | -------------------------- |
| متوسط درجة الحرارة الكبرى °م (°ف)   | −0.7 (30.7)                | −0.1 (31.8)                | 3.7 (38.7)                 | 10.8 (51.4)                | 16.4 (61.5)                | 20.1 (68.2)                | 23.7 (74.7)                | 25.6 (78.1)                | 21.9 (71.4)                | 15.7 (60.3)                | 8.1 (46.6)                 | 1.7 (35.1)                 | 12.2 (54.0)                |
| المتوسط اليومي °م (°ف)              | −3.3 (26.1)                | −2.9 (26.8)                | 0.5 (32.9)                 | 6.5 (43.7)                 | 11.6 (52.9)                | 15.7 (60.3)                | 19.8 (67.6)                | 21.7 (71.1)                | 17.7 (63.9)                | 11.5 (52.7)                | 4.7 (40.5)                 | −1 (30)                    | 8.5 (47.4)                 |
| متوسط درجة الحرارة الصغرى °م (°ف)   | −6.1 (21.0)                | −5.8 (21.6)                | −2.6 (27.3)                | 2.6 (36.7)                 | 7.5 (45.5)                 | 12.1 (53.8)                | 16.6 (61.9)                | 18.4 (65.1)                | 13.9 (57.0)                | 7.6 (45.7)                 | 1.4 (34.5)                 | −3.7 (25.3)                | 5.2 (41.3)                 |
| الهطول مم (إنش)                     | 142.3 (5.60)               | 105.6 (4.16)               | 86.2 (3.39)                | 57.4 (2.26)                | 56.1 (2.21)                | 46.3 (1.82)                | 79.3 (3.12)                | 117.7 (4.63)               | 125.6 (4.94)               | 130.3 (5.13)               | 146.8 (5.78)               | 141.4 (5.57)               | 1٬235 (48.61)              |
| متوسط تساقط الثلوج سم (إنش)         | 194 (76)                   | 156 (61)                   | 107 (42)                   | 15 (5.9)                   | 0 (0)                      | 0 (0)                      | 0 (0)                      | 0 (0)                      | 0 (0)                      | 1 (0.4)                    | 45 (18)                    | 156 (61)                   | 674 (264.3)                |
| متوسط أيام هطول الأمطار (≥ 0.5 mm)  | 25.5                       | 22.0                       | 19.7                       | 12.7                       | 10.7                       | 8.6                        | 10.3                       | 10.2                       | 12.5                       | 16.4                       | 20.9                       | 23.5                       | 193                        |
| متوسط الأيام المثلجة                | 29.4                       | 25.5                       | 22.3                       | 6.0                        | 0.1                        | 0                          | 0                          | 0                          | 0                          | 0.8                        | 13.6                       | 28.0                       | 125.7                      |
| متوسط الرطوبة النسبية (%)           | 70                         | 69                         | 66                         | 64                         | 69                         | 77                         | 80                         | 78                         | 72                         | 67                         | 67                         | 70                         | 71                         |
| ساعات سطوع الشمس الشهرية            | 66.2                       | 78.1                       | 129.8                      | 176.4                      | 200.6                      | 184.0                      | 164.2                      | 171.6                      | 164.5                      | 145.9                      | 82.4                       | 63.4                       | 1٬627٫1                    |
| المصدر: Japan Meteorological Agency |                            |                            |                            |                            |                            |                            |                            |                            |                            |                            |                            |                            |                            |

## توأمة
لأوتارو (هوكايدو) اتفاقيات توأمة مع كل من:
- دنيدن (25 يوليو 1980 - )
- ناخودكا (12 سبتمبر 1966 - )
- Gangseo District, Seoul [الإنجليزية]‏ (5 فبراير 2009 - )

## أعلام
- نوبو ناكامورا
- شينسوكي نوماتا
- كازومي ياماشيتا
- نوبوكو مياموتو
- ماساكي كوباياشي